# August Cornelius Stockmann

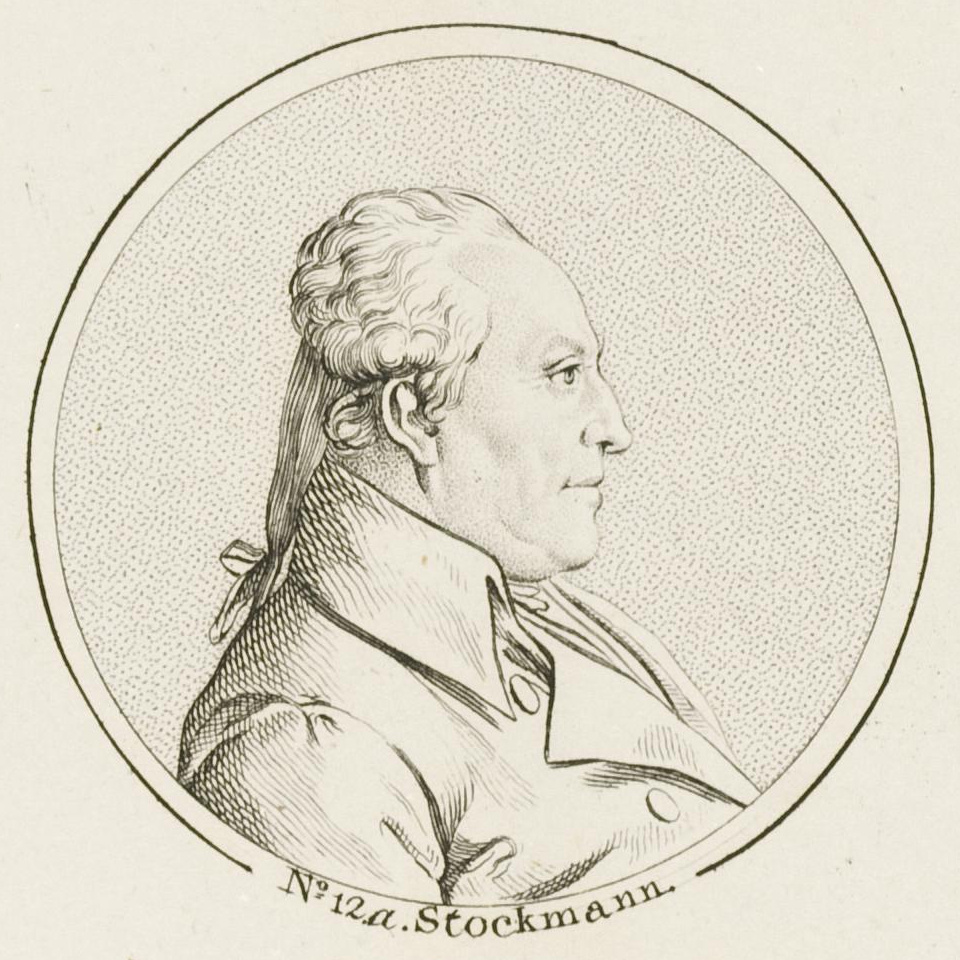
August Cornelius Stockmann

August Cornelius Stockmann, auch August Kornelius Stockmann (* 14. Mai 1751 in Schweikershain; † 6. Februar 1821 in Leipzig), war ein deutscher Jurist und Dichter. Er war Professor an der Universität Leipzig und kaiserlicher Hofpfalzrat.

## Leben
Sein Vater war Adolf August Stockmann. Stockmann immatrikulierte sich an der Leipziger Universität im Oktober 1769. Er wurde 1782 außerordentlicher Professor der Rechte an der Leipziger Universität und 1789 ordentlicher Professor des Sächsischen Rechts. Er war von 1778 bis zu seinem Tod Mitglied der Leipziger Freimaurerloge „Minerva zu den drei Palmen“. Stockmann trat neben seiner universitären Arbeit als Schriftsteller und Dichter in Erscheinung und redigierte einige Zeit den vom Leipziger Verleger Engelhard Benjamin Schwickert herausgegebenen Leipziger Musen-Almanach. Goethes Wertherstoff aufnehmend, jedoch die Gestalt Lottes in den Mittelpunkt stellend, schrieb er 1775 den ersten Wertherroman, der in einer langen Reihe von literarischen Nebenstücken, Fortsetzungen und Nachbildungen steht. Als Verfasser von Gelegenheitsgedichten trat Stockmann in verschiedenen Gesellschaften, z. B. der Journalgesellschaft und der Freimaurerloge, und bei offiziellen Veranstaltungen auf. So dichtete er für die offizielle Jahrhundertwendefeier der Universität 1801 ein lateinisches Carmen. Ihm zu Ehren wurde 1802 eine Medaille mit seinem Konterfei auf der einen Seite und einem Lorbeerkranz auf der anderen geprägt.
Stockmanns Nachlass fiel an seinen Bruder in Auleben. Sein Stammbuch mit 49 Eintragungen, darunter von Goethe und Christoph Martin Wieland, wurde 1991 auf einer Auktion der Autographenhandlung J. A. Stargardt einem Bieter für 24.000 DM zugeschlagen.
August Cornelius Stockmann blieb zeitlebens unverheiratet.

## Werke
- Die Leiden der jungen Wertherinn, Eisenach, 1775.
- De Ivre Testamenti Notis Perscripti, Leipzig 1781 (Digitalisat)

## Ehrungen
- 1907 wurde in Leipzig die Stockmannstraße nach ihm benannt.